# Tracey Hinton
Tracey Hinton (Cardiff, 19 marzo 1970) è un'ex atleta paralimpica britannica non vedente.

## Biografia
Ha perso la vista a causa di un cancro alla retina che l'ha colpita all'età di 4 anni. Si è formata come atleta al Cardiff Amateur Athletic Club. Ha partecipato a sei edizioni dei Giochi paralimpici estivi, concorrendo nelle specialità dei 100 metri piani, 200 metri piani, 400 metri piani e, in tempi più recenti, anche negli 800 metri piani.
Dal 2003 ha come guida Steffan Hughes. L'11 agosto 2003, nel corso dei Mondiali IBSA, a Québec, Canada, ha stabilito il record mondiale negli 800 metri piani, con il tempo di 2'17"66.
In occasione dei Giochi paralimpici di Londra 2012, Tracey Hinton è stata nominata capitano della squadra paralimpica, assieme a Stephen Miller.
Dopo il 2012, Tracey Hinton ha continuato a prendere parte a molti eventi sportivi, anche internazionali, con il suo club di Cardiff.

## Palmarès
| Anno | Manifestazione       | Sede         | Evento              | Risultato | Prestazione | Note |
| ---- | -------------------- | ------------ | ------------------- | --------- | ----------- | ---- |
| 1992 | Giochi paralimpici   | Barcellona   | 100 m piani B1      | Bronzo    | 13"73       |      |
| 1992 | Giochi paralimpici   | Barcellona   | 200 m piani B1      | Argento   | 27"23       |      |
| 1992 | Giochi paralimpici   | Barcellona   | 400 m piani B1      | Argento   | 1'00"75     |      |
| 1996 | Giochi paralimpici   | Atlanta      | 100 m piani T10     | 6ª        | 13"65       |      |
| 2000 | Giochi paralimpici   | Sydney       | 200 m piani T11     | Bronzo    | 27"31       |      |
| 2000 | Giochi paralimpici   | Sydney       | 400 m piani T11     | Bronzo    | 1'01"66     |      |
| 2000 | Giochi paralimpici   | Sydney       | 800 m piani T11-12  | Argento   | 2'23"04     |      |
| 2002 | Mondiali paralimpici | Lilla        | 400 m piani T12     | Bronzo    |             |      |
| 2004 | Giochi paralimpici   | Atene        | 800 m piani T11-12  | 4ª        | 2'19"29     |      |
| 2006 | Mondiali paralimpici | Assen        | 400 m piani T11-12  | Bronzo    |             |      |
| 2006 | Mondiali paralimpici | Assen        | 800 m piani T11-12  | Argento   |             |      |
| 2008 | Giochi paralimpici   | Pechino      | 200 m piani T11     | 4ª        | 26"68       |      |
| 2011 | Mondiali paralimpici | Christchurch | 200 m piani T11     | Bronzo    |             |      |
| 2011 | Mondiali paralimpici | Christchurch | 400 m piani T11     | Argento   |             |      |
| 2012 | Europei paralimpici  | Stadskanaal  | 100 metri piani T11 | Oro       | 13"22       |      |
| 2012 | Europei paralimpici  | Stadskanaal  | 200 metri piani T11 | Oro       | 27"31       |      |
| 2012 | Giochi paralimpici   | Londra       | 100 metri piani T11 | Batteria  | 13"43       |      |
| 2012 | Giochi paralimpici   | Londra       | 200 metri piani T11 | Batteria  | 27"38       |      |